# Lofthouse
Lofthouse är en ort i unparished area Rothwell, i distriktet Leeds, Storbritannien. Den ligger i grevskapet West Yorkshire och riksdelen England, i den centrala delen av landet, 260 km norr om huvudstaden London. Lofthouse ligger 85 meter över havet och antalet invånare är 23 458. Civil parish hade 7 115 invånare år 1951. Byn nämndes i Domedagsboken (Domesday Book) år 1086, och kallades då Locthuse/Loftose.
Terrängen runt Lofthouse är platt. Runt Lofthouse är det tätbefolkat, med 947 invånare per kvadratkilometer. Närmaste större samhälle är Leeds, 8,2 km norr om Lofthouse. Runt Lofthouse är det i huvudsak tätbebyggt.